# عفت‌النسا بیگم
عفت‌النسا بیگم از شاهدختان امپراتوری گورکانی و دختر شاهزاده داوربخش، نتیجه امپراتور شاه جهان بود.

## خانواده و تبار
عفت‌النسا دختر شاهزاده داوربخش، به عنوان یک شاهدخت در امپراتوری گورکانی به دنیا آمد. او پسر شاهزاده ایزدبخش، فرزند شاهزاده مرادبخش، پسر امپراتور شاه جهان و همسرش ممتاز محل بود. مادرش مهرالنسا بیگم، دختر امپراتور اورنگ‌زیب و همسرش اورنگ‌آبادی محل بود.

## ازدواج‌ها

### نصرالله میرزا
در ۲۶ مارس ۱۷۳۹، نادرشاه افشار، شاه ایران، عفت‌النسا را به عقد پسر کوچکترش نصرالله میرزا درآورد. طبق رسم گورگانیان، نصرالله موظف بود تا هفت نسل از اجداد خود را معرفی کند. نادرشاه به او گفت که بگوید او پسر نادرشاه، نوه شمشیر، نتیجه شمشیر و غیره است. به مدت یک هفته قبل از مراسم، جشن‌هایی در مقیاسی بزرگ، روز و شب ادامه داشت. ساحل جمنا روبروی دیوان خاص هر شب با چراغ روشن می‌شد و در روز مسابقات فیل، گاو، ببر و گوزن برگزار می‌شد.

### احمدشاه درانی
پس از مرگ نصرالله، شاه دُرّانی، احمدشاه درانی، با او ازدواج کرد. در آوریل ۱۷۵۷، پس از غارت پایتخت امپراتوری دهلی، او با دختر ۱۶ ساله امپراتور فقید محمد شاه، حضرت بیگم ازدواج کرد. اردوگاه عقب‌نشینی شامل عفت‌النسا و گوهرالنسا بیگم، دختر عالمگیر دوم نیز بود.